# Immunoglobulin M
Immunoglobulin M (IgM) er et antistof. Det adskiller sig fra de andre klasser ved, at fem antistoffer er bundet sammen. Der er således 10 antigen-bindingssteder på et IgM.
IgM binder antigener dårligt (antigenspecificiteten er lille). IgM er det antistof, som dannes først ved en infektion, især første gang man inficeres med et antigen (primære infektioner).